# Carlos de Tarento
Carlos de Tarento (1296 - 29 de agosto de 1315) foi o filho mais velho do príncipe de Tarento e imperador latino titular Filipe I (r. 1294–1332) e sua esposa, Tamar Angelina Comnena, filha do déspota do Epiro Nicéforo I (r. 1268–1297).

## Vida
O pai de Carlos, Filipe, foi investido com o Principado da Acaia, no sul da Grécia, em 1307. Contudo, havia uma rival, Matilda de Hainaut, esposa do duque de Atenas Guido II de la Roche (r. 1287–1308), que também reivindicou o principado. Guido nomeou Filipe bailio na Acaia, mas ele morreu em 1308 sem crianças, deixando Matilda viúva. Em 1309, Matilda, à época com 15 anos, foi casada com Carlos, à época com 12, numa tentativa de reconciliar as partes litigantes. A cerimônia foi realizada em Tebas em 2 de abril na presença do arcebispo latino de Atenas, o bailio angevino e a nobreza da Acaia e do Ducado de Atenas.
O casamento entre Carlos e Matilda foi dissolvido em 1313, e Matilda casou-se com Luís da Borgonha (r. 1313–1316), como parte dum complexo pacto matrimonial no qual Matilda recebeu a Acaia (embora Filipe reteve direitos de suserania sobre o principado a ele conferidos desde 1294). Como parte duma série de casamentos e pactos naquele ano, Filipe teve um segundo matrimônio com Catarina de Valois, imperatriz latina titular (que havia sido casada com o irmão de Luís, Hugo V), enquanto Carlos foi casado com a irmã de sua nova madrasta, Joana de Valois, em compensação pelo rompimento de seu casamento anterior.
Como o primeiro, este casamento nunca foi consumado. Em 1315, Filipe foi para o norte no comando de tropas napolitanas para aliviar os guelfos florentinos, sitiados em Montecatini pelos gibelinos pisanos sob Ugucião de Faggiuola. Carlos e o irmão mais jovem de Filipe, o conde de Gravina Pedro Tempestade, acompanharam-o. Apesar dos sucessos iniciais, Filipe adoeceu com febre e foi esmagadoramente derrotado por Ugucião na Batalha de Montecatini (29 de agosto). Carlos foi morto no campo e seu tio perdeu; o moribundo Filipe, contudo, escapou.
O corpo de Carlos foi encontrado próximo do corpo do filho de Ugucião, Francisco; seus contemporâneos assumiram que um matou o outro. Rainério de Gherardesca havia jurado não ser nomeado cavaleiro até que tivesse se vingado dos angevinos pela morte de seu pai, que havia sido executado por Carlos I de Nápoles (r. 1266–1285) com Conradino em 1268. Na ocasião, ele aceitou a ordenação com um pé sobre o corpo de Carlos. Bartolomeu de Luca auxiliou na recuperação do corpo dos pisanos após a batalha e Remígio de Gilomani, um apoiante dominicano do tio de Carlos, Roberto I (r. 1309–1343), pregou um sermão sobre sua morte.